# Szwajcarski Regiment Rowerowy
Szwajcarski Regiment Rowerowy (niem. Radfahrer Regiment) – były oddział armii szwajcarskiej, wyposażony w rowery. Założony w roku 1891, od roku 1905 do 1992 jego żołnierze posługiwali się 27-kilogramowymi standardowymi rowerami ze stałym przełożeniem.  
Regiment ten w roku 1926 liczył 6315 żołnierzy zorganizowanych w 26 kompaniach. Przed II wojną światową liczył nawet 9 tysięcy żołnierzy.
W 1992 regiment zaopatrzony został w lżejsze, 22-kilogramowe rowery z 7-stopniową przerzutką i hamulcem tarczowym. Rowery przystosowane zostały do obciążenia - razem z rowerzystą - ciężarem 170 kg, w tym jego bronią i wyposażeniem.
W 2003 liczył 3000 osób i złożony był z dwóch rowerowych batalionów bojowych plus batalion dowodzenia. W każdym batalionie bojowym znajdował się 81-milimetrowy moździerz i przeciwpancerne pociski kierowane Dragon, w batalionie dowodzenia - kompania niszczycieli czołgów wyposażona w 9 transporterów opancerzonych Piranha. Żołnierze Regimentu dysponowali również, prócz karabinów i karabinów maszynowych – bronią przeciwpancerną w postaci granatników Panzerfaust 3.
Jeden z trzech specyficznych dla szwajcarskich sił zbrojnych i prawie niespotykanych współcześnie w innych armiach oddziałów, obok służby gołębi łącznikowych i oddziału mułów i koni górskich, Regiment Rowerowy w ramach reformy armii szwajcarskiej rozformowany został z końcem roku 2003.